# Gorr el Carnicero de Dioses
Gorr el Carnicero de Dioses es un supervillano ficticio que aparece en los cómics estadounidenses publicados por Marvel Comics.
Gorr ha sido descrito como uno de los supervillanos masculinos más notables y poderosos de Marvel, siendo etiquetado como uno de los mayores enemigos de Thor.
El personaje hizo su debut de acción en vivo en la película del Universo Cinematográfico de Marvel para Thor: Love and Thunder (2022), interpretado por Christian Bale y es el villano de  Thor.

## Historial de publicaciones
Jason Aaron y Esad Ribic decidieron relanzar la franquicia Thor durante la iniciativa Marvel NOW!. Gorr apareció por primera vez en Thor: God of Thunder # 2 (enero de 2013). Este arco de la historia fue votado como la octava mejor historia de Thor por Comicbook.com.

## Biografía ficticia
Gorr creció en un planeta árido sin nombre donde los terremotos, la falta de agua y los animales salvajes son comunes. Ningún dios les ayuda, pero todavía confían ciegamente en los dioses. Cuando su madre, su pareja y sus hijos murieron, pensó que los dioses no podían existir y por eso fue rechazado por su tribu. Cuando supo que los dioses existían, pero que no ayudaban a los necesitados, como su familia moribunda, juró matarlos a todos. Luego adquirió All-Black the Necrosword de Knull después de presenciar a Knull en combate con un dios dorado. Finalmente encuentra al joven Thor Odinson en la Tierra en la Islandia medieval. Casi mata a Thor, pero una banda de Vikingos vienen a rescatarlo. Gorr escapa, le cortan el brazo, pero se entera de que necesita ayuda, por lo que crea un ejército de Berserkers en la sombra, luego, lenta y silenciosamente, elimina a más y más dioses. En el presente, Thor se da cuenta de los dioses desaparecidos e investiga sus desapariciones. Esto lleva a Gorr y Thor a otra batalla, pero Gorr luego se teletransporta al futuro, donde un Thor envejecido es el último asgardiano que defiende el reino contra los berserkers de las sombras. Gorr también trae al joven Thor al futuro, donde su esposa e hijos aparentemente han resucitado y está a punto de hacer estallar la bomba divina. El hijo de Gorr es en realidad una construcción hecha de All-Black the Necrosword y desprecia en lo que se ha convertido su padre, por lo que le da a Thor el poder de absorber la explosión. Thor del presente luego usa los dos Mjolnir para matar a Gorr.
El legado de Gorr vuelve a atormentar a Thor cuando Nick Fury, que actualmente maneja el ojo y el conocimiento del Uatu asesinado después de la historia del "Pecado original", le susurra un secreto que hace que Thor pierda la capacidad de manejar su martillo. Después de pasar meses atormentado por ese secreto, negándose a compartirlo con nadie más, Thor finalmente le revela a Beta Ray Bill que el secreto era "Gorr tenía razón", afirmando a Bill que ahora cree que Gorr tenía razón en que el universo habría sido mejor sin dioses. A pesar de eso, Bill le asegura a Thor que su voluntad de seguir luchando por los demás, incluso sin su martillo, demuestra que es más que un dios.
Millones de años en el futuro, Loki resucita a Gorr a través de la Necroespada para matar a Thor. Más poderoso que nunca, Gorr intenta destruir el universo, pero Thor lo despoja y lo vuelve loco, y lo envía a vivir el resto de su vida ahora mortal en Indigarr.

## Poderes y habilidades
Gorr posee "All-Black the Necrosword", que según Galactus, "talló el primer amanecer en la piedra de la noche sin fin". La espada fue forjada por Knull, el progenitor de los simbiontes, usando la cabeza de un Celestial muerto. La hoja permite a su usuario crear alas que le permiten volar a velocidades extremas, armas y un velo de Berserkers construido a partir de la oscuridad. Puede crear zarcillos afilados que pueden matar a cualquier dios, incluidos los asgardianos. La espada es luego desterrada a un agujero negro, pero un anciano Rey Thor la usa para luchar contra Galactus. Gorr también creó la bomba divina, un armamento anti-divinidad diseñado para matar a todos los dioses que habían existido o existirían. Gorr posee una fuerza sobrehumana, durabilidad y resistencia y también es virtualmente inmortal.

## En otros medios

### Película
- Algunos elementos del personaje de Gorr se usaron previamente para Hela, interpretada por Cate Blanchett, en la película Thor: Ragnarok (2017) de Universo cinematográfico de Marvel.[17]
- Gorr el Carnicero de Dioses aparece en la película de MCU Thor: Love and Thunder (2022), interpretado por Christian Bale.[18] Esta versión tiene una apariencia más humana, solo tiene una piel blanca que recuerda a su contraparte del cómic. Además, fue la NecroEspada quien lo eligió como su portador en represalia por perder a su hija Love (interpretada por India Hemsworth) y sus oraciones a su dios Rapu quedaron sin respuesta, corrompiéndolo. En su búsqueda para matar a todos los dioses, Gorr ataca a Thor y roba su hacha Stormbreaker para llegar a la Eternidad, a pesar de que la NecroEspada lo mata lentamente. Después de que Jane Foster / Mighty Thor destruye la NecroEspada y una batalla final con Thor, Gorr, liberado de su influencia, ve rápidamente el error de sus caminos y le pide a Eternidad que le devuelva a Love antes de que muera. Con Gorr muerto, Thor cría a Love para que sea una guerrera vikinga.

### Videojuegos
- Gorr el Carnicero de Dioses aparece como un personaje jugable en Marvel: Future Fight.[19][20]
- Gorr el Carnicero de Dioses aparece como personaje jugable en Marvel Contest of Champions.[21]